# Friederike zu Mecklenburg

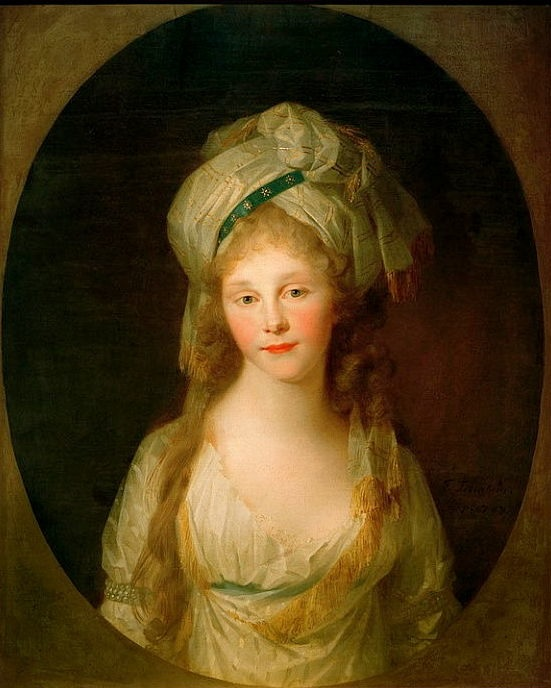
Prinzessin Friederike von Preußen. Johann Friedrich August Tischbein, 1796–97

Friederike, Herzogin zu Mecklenburg [-Strelitz] (* 2. März 1778 im Alten Palais in Hannover; † 29. Juni 1841 ebenda; vollständiger Name: Friederike Luise Karoline Sophie Charlotte Alexandrine) war durch Geburt Herzogin zu Mecklenburg, durch Heirat Prinzessin von Preußen, Prinzessin zu Solms-Braunfels und Königin von Hannover.

## Leben

### Herkunft und Kindheit
Friederike war die jüngste Tochter des Herzogs Karl II. (1741–1816), der seit 1794 den Landesteil Mecklenburg-Strelitz regierte, und von dessen erster Gemahlin Friederike Caroline Luise von Hessen-Darmstadt (1752–1782). Sie war eine Nichte der britischen Königin Charlotte, Gemahlin Georgs III. Die später berühmte preußische Königin Luise war ihre ältere Schwester.
1784 heiratete Karl II. nach dem Tod seiner ersten Frau deren jüngere Schwester Charlotte. Diese Ehe endete schon im Dezember 1785 mit dem Tod Charlottes nach der Geburt ihres einzigen Kindes Karl. Da sich der Witwer außerstande sah, seinen Töchtern die notwendige Erziehung und Fürsorge angedeihen zu lassen, entschloss er sich, die Großmutter der Kinder um Hilfe zu bitten, Prinzessin Maria Luise, genannt „Prinzessin George“, die als Witwe des Prinzen Georg Wilhelm von Hessen-Darmstadt in Darmstadt lebte. Ihr vertraute Karl seine Töchter Therese, Luise und Friederike an. Das Leben in der Obhut der Großmutter und der von ihr eingestellten Erzieherin Salomé de Gélieu sollte sich als Glücksfall erweisen.

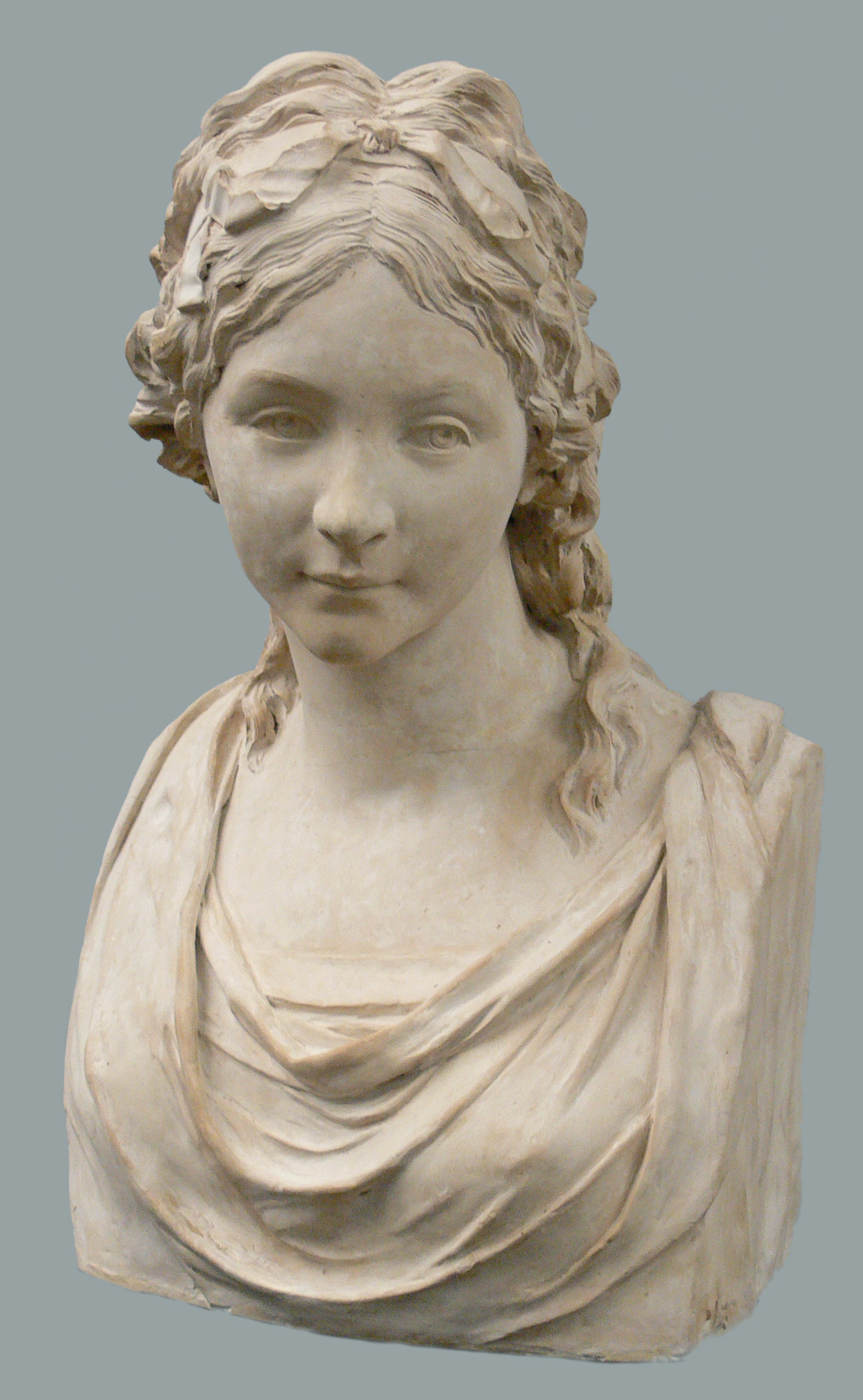
Friederike von Preußen, Porträtbüste von Johann Gottfried Schadow (1795)

### Erste Ehe
Anfang März 1793 trafen die Prinzessinnen Luise und Friederike in Frankfurt am Main „zufällig“ im Theater den preußischen König Friedrich Wilhelm II. Dieser war auf Anhieb entzückt von ihrem Liebreiz. Er sorgte dafür, dass seine beiden ältesten Söhne die Prinzessinnen kennenlernen konnten: Kronprinz Friedrich Wilhelm und Prinz Friedrich Ludwig, genannt Louis. Während sich Friedrich Wilhelm auf Anhieb in Luise verliebte, zeigte sich Friedrich Ludwig Friederike gegenüber eher gleichgültig. Schon bald handelte der Brautvater mit Friedrich Wilhelm II. zwei Eheverträge aus. Am 24. April 1793 verlobten sich die beiden Paare in Darmstadt und im Dezember reisten die Schwestern nach Berlin. Dort fand am 24. Dezember die Hochzeit Luises mit Kronprinz Friedrich Wilhelm und zwei Tage später die der 15-jährigen Friederike mit dem fünf Jahre älteren Friedrich Ludwig statt.
Die Ehe verlief unglücklich, da Louis sich mehr für seine Mätressen als für seine junge Ehefrau interessierte. Im Gegenzug rühmte sich sein Onkel Louis Ferdinand eines Verhältnisses mit Friederike. Ab Dezember 1794 befanden sich das Paar und sein Hof nach der Ernennung von Prinz Louis zum Chef des Dragoner-Regiments „von Lottum“ im Schwedter Schloss. Im Dezember 1796 erkrankte Friedrich Ludwig in Berlin an Diphtherie, der er kurz darauf erlag. Die 18-jährige Friederike zog mit ihren drei kleinen Kindern in das Schloss Schönhausen bei Berlin.
1797 warb Herzog Adolph Friedrich von Cambridge (1774–1850), siebter Sohn von König Georg III. von Großbritannien, um Friederikes Hand und sie verlobten sich inoffiziell. Die Mutter Adolph Friedrichs war Sophie Charlotte zu Mecklenburg-Strelitz die Schwester von Friederikes Vater. Adolph Friedrich ersuchte bei seinem Vater um die Heiratserlaubnis. Diese wurde ihm jedoch auf Druck seiner Mutter, der Tante Friederikes, verweigert. Für Friederike endete damit das informelle Verlöbnis.

### Zweite Ehe
1798 wurde Friederike schwanger und vertraute sich dem Prinzen Friedrich Wilhelm zu Solms-Braunfels (1770–1814), einem Gardeoffizier, an. Er anerkannte die Vaterschaft und bat um ihre Hand, die ihm gewährt wurde – wodurch ein sonst unvermeidlicher Skandal vermieden wurde. Die Heirat fand am 10. Dezember 1798 statt. Prinz Solms hoffte auch, als Schwager des preußischen Königs bessere Karrierechancen in der preußischen Armee zu erhalten, was sich als Trugschluss erwies. Das Paar verließ 1799 Berlin und wurde gezwungen, nach Ansbach überzusiedeln, wo ihr Mann bei seinem alten Regiment zu dienen hatte. Die im Februar 1799 geborene Tochter überlebte nur wenige Monate.
Prinz Solms, enttäuscht und verbittert über den Ausgang der Angelegenheit, nahm wieder sein vorheriges Leben als Offizier auf und gab sich zudem dem Alkohol hin. 1805 quittierte er den Militärdienst aus „gesundheitlichen Gründen“ und verlor somit seine Einkünfte. Friederike musste den Unterhalt ihrer Familie aus eigenen Mitteln bestreiten, der Jahresrente aus der Hand ihres Schwagers König Friedrich Wilhelm III. Der Bruder ihres Mannes, Wilhelm Christian Carl zu Solms-Braunfels (1759–1837), riet ihr zur Scheidung. Sie aber weigerte sich.
Im Mai 1813 kam Herzog Ernst August von Cumberland (1771–1851), fünfter Sohn des Königs von Großbritannien und älterer Bruder von Friederikes früherem Verehrer Adolph Friedrich, nach Neustrelitz, um seinem Onkel Karl einen Besuch abzustatten. Dort kam es zur Begegnung mit seiner Cousine Friederike. Herzog Karl ließ seine Tochter wissen, dass er eine Scheidung von Prinz zu Solms und eine Ehe mit dem englischen Prinzen durchaus befürworte. Die nächsten Monate gaben Friederike Zeit, ihre Situation zu überdenken. Als Ernst August nach dem Sieg der Alliierten in der Völkerschlacht bei Leipzig für einige Tage nach Neustrelitz kam, wurde er freundlich begrüßt. Einige Zeit später bat Friederike den preußischen König um die Genehmigung, ihre Ehe mit Solms scheiden zu lassen. Alle Parteien stimmten zu, auch Prinz zu Solms-Braunfels selbst. Das Sorgerecht für die vier überlebenden Kinder aus der Ehe sollte an Friederike gehen. Friedrich Wilhelm zu Solms-Braunfels’ plötzlicher Tod durch einen Schlaganfall am 13. April 1814 beendete die prekäre Lage.

### Dritte Ehe

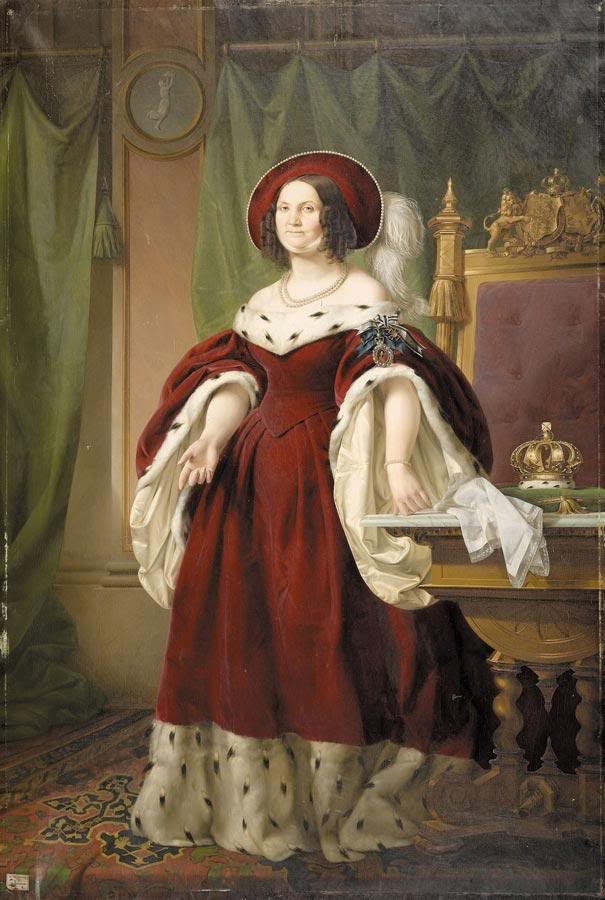
Louis Ammy Blanc: Friederike zu Mecklenburg als Königin von Hannover, 1842, posthumes Porträt

Im August 1814 wurde offiziell die Verlobung zwischen Herzog Ernst August von Cumberland und Friederike bekanntgegeben. Nachdem das britische Parlament seine Zustimmung zur Eheschließung des königlichen Prinzen erteilt hatte, fand die Hochzeit am 29. Mai 1815 statt.
Ernst August, als Herzog von Cumberland Mitglied des britischen Oberhauses, hatte zahlreiche Gegner im Parlament. Dieses verwehrte ihm die nach der Hochzeit übliche Erhöhung der Apanage. Ungünstiger war für Friederike hingegen die Ablehnung, die ihr ihre neue Schwiegermutter, ihre Tante Sophie Charlotte von Mecklenburg-Strelitz, entgegenbrachte. Diese weigerte sich beharrlich, ihre Nichte und Schwiegertochter bei Hofe zu empfangen. Ernst August und Friederike übersiedelten daher 1818 nach Berlin, wo das Paar bis 1829 lebte. Hier wurde 1819 auch ihr Sohn Georg, der spätere König von Hannover geboren.
Am 20. Juni 1837 starb Friederikes Schwager Wilhelm IV., König des Vereinigten Königreichs von Großbritannien und Irland und König von Hannover. Da er – wie schon vorher sein Bruder Georg IV. – keine legitimen Nachkommen hatte, folgte ihm seine Nichte Victoria – das einzige Kind des verstorbenen Bruders Eduard August, Herzog von Kent und Strathearn, des vierten Sohnes von Georg III. – auf den Thron des Vereinigten Königreiches. Victoria konnte jedoch nicht Königin von Hannover werden, da dort das salische Erbfolgegesetz galt, das eine weibliche Thronfolge nicht zuließ. Statt Victoria wurde also ihr Onkel bzw. Friederikes Ehemann Herzog Ernst August von Braunschweig und Lüneburg als Ernst August I. König von Hannover.
Offiziell hielt sich Königin Friederike von der Politik fern, war allerdings eine wichtige Vertraute ihres Mannes, dessen konservativ-restaurative Auffassungen sie offenbar teilte. Um Hannover das Ansehen und die Würde einer königlichen Residenz zu verleihen, bemühte sie sich um die repräsentative Umgestaltung des Leineschlosses. Auch führte sie eine strenge Hofetikette ein. Daneben widmete sie sich karitativen Anliegen.
Nach kurzer Krankheit starb Königin Friederike am 29. Juni 1841 mit 63 Jahren in dem Zimmer des Palais an der Leinstraße, in dem sie einst geboren war. Ernst August traf der Tod seiner Gemahlin tief. Der König beauftragte Hofbaumeister Georg Ludwig Friedrich Laves mit dem Bau eines Mausoleums für seine Gemahlin und sich – das spätere Welfenmausoleum im Berggarten von Herrenhausen. Der Bildhauer Christian Daniel Rauch, der schon 1810 das Grabmal für ihre Schwester Luise geschaffen hatte, schuf auch den Sarkophag für Friederike.

## Abstammung
|  | |  |  |  |  |  |  |  |  |  |  |  |  |
|  | Adolf Friedrich II. zu Mecklenburg [-Strelitz] * 19. Oktober 1658; † 12. Mai 1708 ⚭ 10. Juni 1705      |  |  |  |  |  |  |  |  |  |  |  |  |
|  | |  |  |  |  |  |  |  |  |  |  |  |  |
|  | |  |  |  |  |  |  |  |  |  |  |  |  |
|  | Karl (Ludwig Friedrich) zu Mecklenburg * 23. Februar 1708; † 4. Juni 1752 ⚭ 5. Februar 1735            |  |  |  |  |  |  |  |  |  |  |  |  |
|  | |  |  |  |  |  |  |  |  |  |  |  |  |
|  | |  |  |  |  |  |  |  |  |  |  |  |  |
|  | Emilie von Schwarzburg-Sondershausen * 13. März 1681; † 1. November 1751                               |  |  |  |  |  |  |  |  |  |  |  |  |
|  | |  |  |  |  |  |  |  |  |  |  |  |  |
|  | |  |  |  |  |  |  |  |  |  |  |  |  |
|  | Karl II. zu Mecklenburg [-Strelitz] * 10. Oktober 1741; † 6. November 1816 ⚭ 18. September 1768        |  |  |  |  |  |  |  |  |  |  |  |  |
|  | |  |  |  |  |  |  |  |  |  |  |  |  |
|  | |  |  |  |  |  |  |  |  |  |  |  |  |
|  | Ernst Friedrich I. von Sachsen-Hildburghausen * 21. August 1681; † 9. März 1724 ⚭ 4. Februar 1704      |  |  |  |  |  |  |  |  |  |  |  |  |
|  | |  |  |  |  |  |  |  |  |  |  |  |  |
|  | |  |  |  |  |  |  |  |  |  |  |  |  |
|  | Elisabeth Albertine von Sachsen-Hildburghausen * 3. August 1713; † 29. Juni 1761                       |  |  |  |  |  |  |  |  |  |  |  |  |
|  | |  |  |  |  |  |  |  |  |  |  |  |  |
|  | |  |  |  |  |  |  |  |  |  |  |  |  |
|  | Sophia Albertine von Erbach * 30. Juli 1683; † 4. September 1742                                       |  |  |  |  |  |  |  |  |  |  |  |  |
|  | |  |  |  |  |  |  |  |  |  |  |  |  |
|  | |  |  |  |  |  |  |  |  |  |  |  |  |
|  | Friederike zu Mecklenburg [-Strelitz] * 2. März 1778; † 29. Juni 1841                                  |  |  |  |  |  |  |  |  |  |  |  |  |
|  | |  |  |  |  |  |  |  |  |  |  |  |  |
|  | |  |  |  |  |  |  |  |  |  |  |  |  |
|  | Ludwig VIII. Landgraf von Hessen-Darmstadt * 5. April 1691; † 17. Oktober 1768 ⚭ 5. April 1717         |  |  |  |  |  |  |  |  |  |  |  |  |
|  | |  |  |  |  |  |  |  |  |  |  |  |  |
|  | |  |  |  |  |  |  |  |  |  |  |  |  |
|  | Georg Wilhelm von Hessen-Darmstadt * 11. Juli 1722; † 21. Juni 1782 ⚭ 16. März 1748                    |  |  |  |  |  |  |  |  |  |  |  |  |
|  | |  |  |  |  |  |  |  |  |  |  |  |  |
|  | |  |  |  |  |  |  |  |  |  |  |  |  |
|  | Charlotte Christine Magdalene Johanna von Hanau-Lichtenberg * 2. Mai 1700; † 1. Juli 1726              |  |  |  |  |  |  |  |  |  |  |  |  |
|  | |  |  |  |  |  |  |  |  |  |  |  |  |
|  | |  |  |  |  |  |  |  |  |  |  |  |  |
|  | Friederike Caroline Luise von Hessen-Darmstadt * 20. August 1752; † 22. Mai 1782                       |  |  |  |  |  |  |  |  |  |  |  |  |
|  | |  |  |  |  |  |  |  |  |  |  |  |  |
|  | |  |  |  |  |  |  |  |  |  |  |  |  |
|  | Christian Karl Reinhard von Leiningen-Dagsburg * 7. Juli 1695; † 17. November 1766 ⚭ 27. November 1726 |  |  |  |  |  |  |  |  |  |  |  |  |
|  | |  |  |  |  |  |  |  |  |  |  |  |  |
|  | |  |  |  |  |  |  |  |  |  |  |  |  |
|  | Maria Luise Albertine zu Leiningen-Dagsburg-Falkenburg * 16. März 1729; † 11. März 1818                |  |  |  |  |  |  |  |  |  |  |  |  |
|  | |  |  |  |  |  |  |  |  |  |  |  |  |
|  | |  |  |  |  |  |  |  |  |  |  |  |  |
|  | Katharina Polyxena von Solms-Rödelheim * 1702; † 21. März 1765                                         |  |  |  |  |  |  |  |  |  |  |  |  |
|  | |  |  |  |  |  |  |  |  |  |  |  |  |
|  | |  |  |  |  |  |  |  |  |  |  |  |  |

## Nachkommen

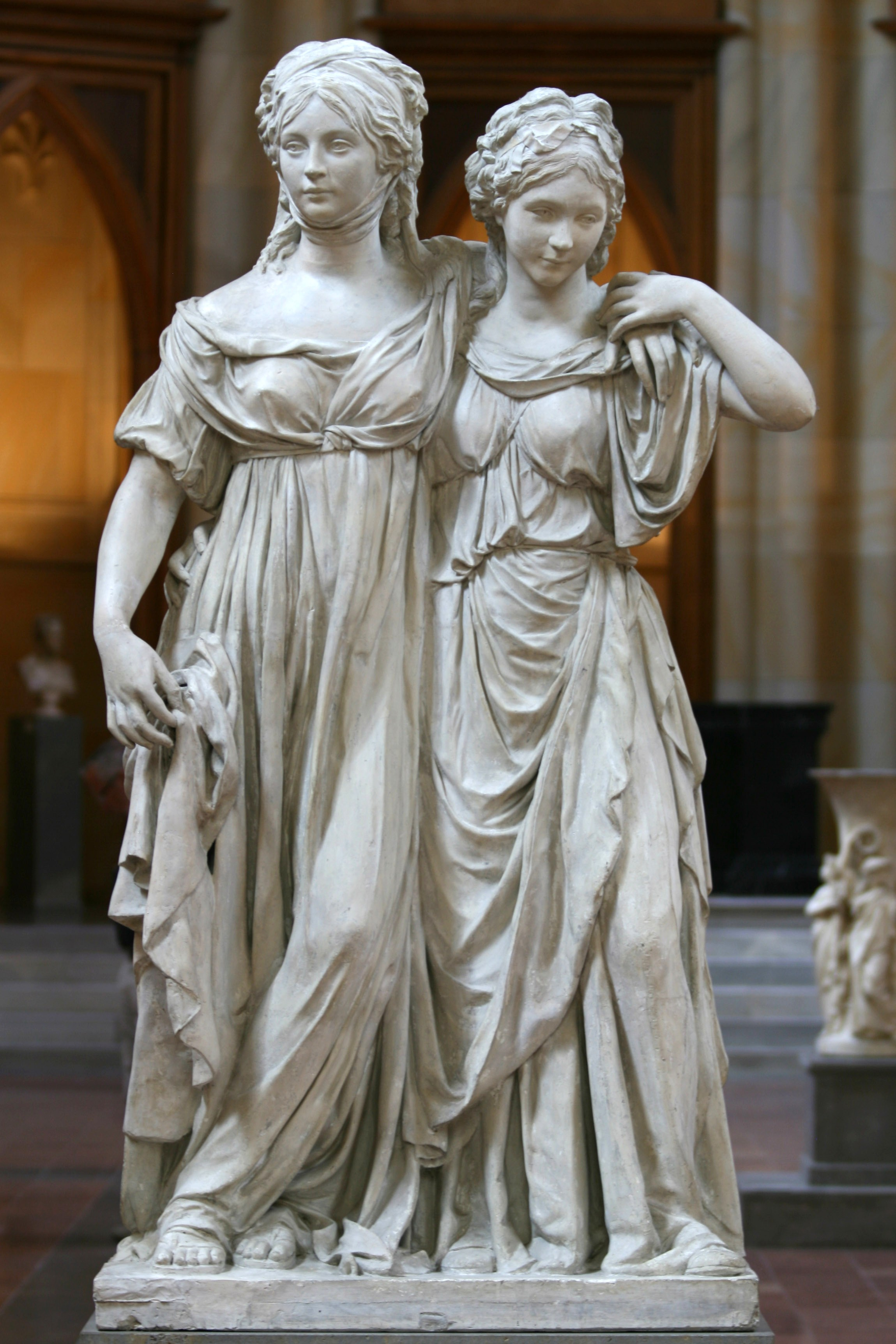
Die Prinzessinnengruppe des Bildhauers Schadow (1795): Friederike (rechts) und ihre Schwester Luise als junge Prinzessinnen von Preußen

Aus der ersten Ehe mit Prinz Friedrich Ludwig von Preußen, genannt Louis:
- Friedrich Ludwig (1794–1863) ⚭ 1817 Prinzessin Luise von Anhalt-Bernburg
- Carl Georg (1795–1798)
- Friederike Wilhelmine Luise Amalie (1796–1850) ⚭ 1818 Herzog Leopold Friedrich von Anhalt-Dessau

Aus der zweiten Ehe mit Prinz Friedrich Wilhelm zu Solms-Braunfels:
- Caroline (27. Februar 1799 – 18. Oktober 1799)
- Sohn (†* 1800)
- Friedrich Wilhelm Heinrich (30. Dezember 1801–1868)
⚭ 1831 Maria Anna Gräfin Kinsky
- Luise (1803–1803)
- Auguste Luise (25. Juli 1804–1865)
⚭ 1827 Prinz Albert von Schwarzburg-Rudolstadt (ab 1867 Fürst)
- Alexander Friedrich Ludwig (1807–1867)
⚭ 1863 Luise Freiin von Landsberg-Velen
- Friedrich Wilhelm Karl (1812–1875)
⚭ (I.) 1834–1841 morg. Ehe Louise Beyrich
⚭ (II.) 1845 Prinzessin Sophie zu Löwenstein-Wertheim-Rosenberg

Aus der dritten Ehe mit Herzog Ernst August von Cumberland, König von Hannover:
- Unbenannte Tochter (†* 1817)
- König Georg V. von Hannover (1819–1878)
⚭ 1843 Prinzessin Marie von Sachsen-Altenburg

## Ehrungen

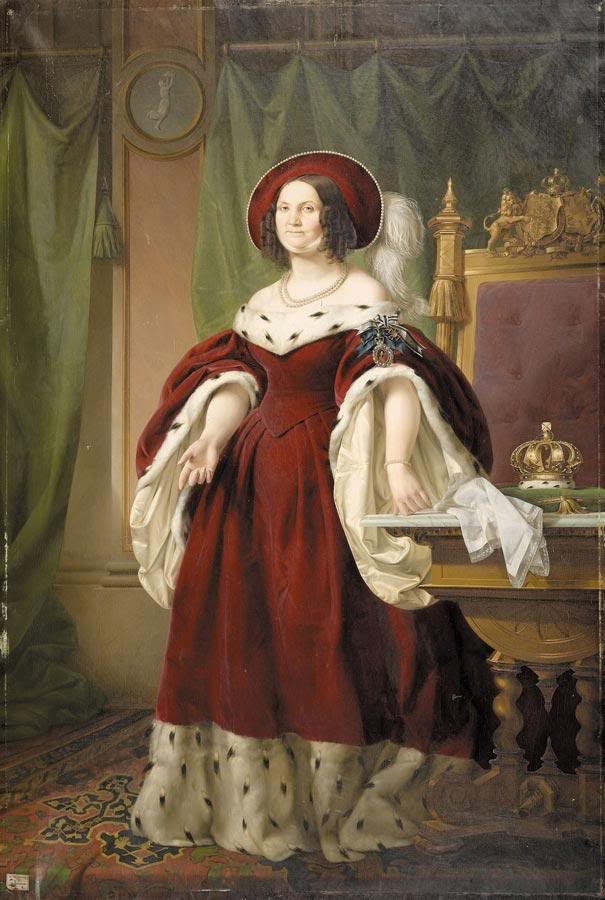
Königin Friederike, posthumes Porträt von Louis Ammy Blanc (1842)

Nach Friederikes Tod erteilte Ernst August von Hannover königlichen Befehl zur Umgestaltung eines zentralen Platzes in der Nähe des Leineschlosses und zu seiner Umbenennung in Friederikenplatz.
Nach Friederike wurden außerdem benannt:
- das Friederikenschlösschen in Hannover (wurde 1966 abgerissen)
- das Friederikenstift, ein von Ida Arenhold gegründetes Krankenhaus
- das Vollschiff Princess Louise,  ein Frachtsegler der staatlichen preußischen Seehandlungsgesellschaft (führte zwischen 1826 und 1840 fünf Weltumsegelungen unter der Flagge des Königreiches Preußen durch)
- die 1842 fertiggestellte Friederikenkapelle in Bad Rehburg